# داريل براون (كرة سلة)
داريل براون (بالإنجليزية: Darrel Brown)‏ مواليد 14 مارس 1923 - الوفاة 07 أكتوبر 1990، كان لاعب كرة سلة أمريكي. بدأ مسيرته الاحترافية في سنة 1948. تم اختياره من قبل فريق بالتيمور باليتس خلال الدرافت. حمل الرقم 4. بلغ طوله 6 قدم 2 بوصة (1.9 م). اعتزل اللعب في 1949.

## روابط خارجية
- داريل براون على موقع إن بي أي (الإنجليزية)
- داريل براون على موقع سبورتس رفرنس (الإنجليزية)
- داريل براون على موقع ريلجم (الإنجليزية)
- داريل براون على موقع بروبوليرز (الإنجليزية)